# A Further Range
A Further Range – tom wierszy amerykańskiego poety Roberta Frosta, opublikowany w 1936. Zbiorek został wyróżniony Nagrodą Pulitzera w kategorii poezji za 1937.